# Spolkové ministerstvo financí
Spolkové ministerstvo financí (německy Bundesministerium der Finanzen; BMF) je nejvyšším spolkovým úřadem SRN. Hlavní sídlo má v Berlíně a druhé v Bonnu. Je podporováno vědeckou radou.

## Kompetence na Spolkové úrovni
Hlavní kompetence ministerstva leží v oblasti daňové politiky, rozpočtové politiky (veřejných financí) a také evropské fiskální politiky.
Mimo to vykonává ministerstvo také právní a odborný dohled nad následujícími vyššími spolkovými úřady:
- Generální ředitelství cel (Generalzolldirektion; GZD)
- Spolkové centrum informačních technologií (Informationstechnikzentrum Bund; ITZ Bund)
- Spolkový úřad pro dohled nad finančními službami (Bundesanstalt für Finanzdienstleistungsaufsicht; BAFin)
- Spolkový úřad pro stabilizaci finančního trhu (Bundesanstalt für Finanzmarktstabilisierung; FMSA)
- Spolkový úřad pro správu veřejných nemovitostí (Bundesanstalt für Immobilienaufgaben; BImA)
- Spolkový úřad pro zvláštní úkoly podmíněné sjednocením Německa (Bundesanstalt für vereinigungsbedingte Sonderaufgaben; BvS)
- Spolkový úřad pro poštu a telekomunikace německé spolkové pošty (Bundesanstalt für Post und Telekommunikation Deutsche Bundespost; BAnst PT)
- Spolkový ústřední daňový úřad (Bundeszentralamt für Steuern; BZSt)

Do působnosti ministerstva spadá také Muzejní nadace pošty a telekomunikací (Museumsstiftung Post und Telekommunikation; MusStiftPT)
Zástupci ministerstva financí působí v řídících a dozorčích orgánech řady subjektů, např. Commerzbank AG, Spolkové tiskárny (Bundesdruckerei GmbH) nebo Evropské investiční banky .

## Sídlo

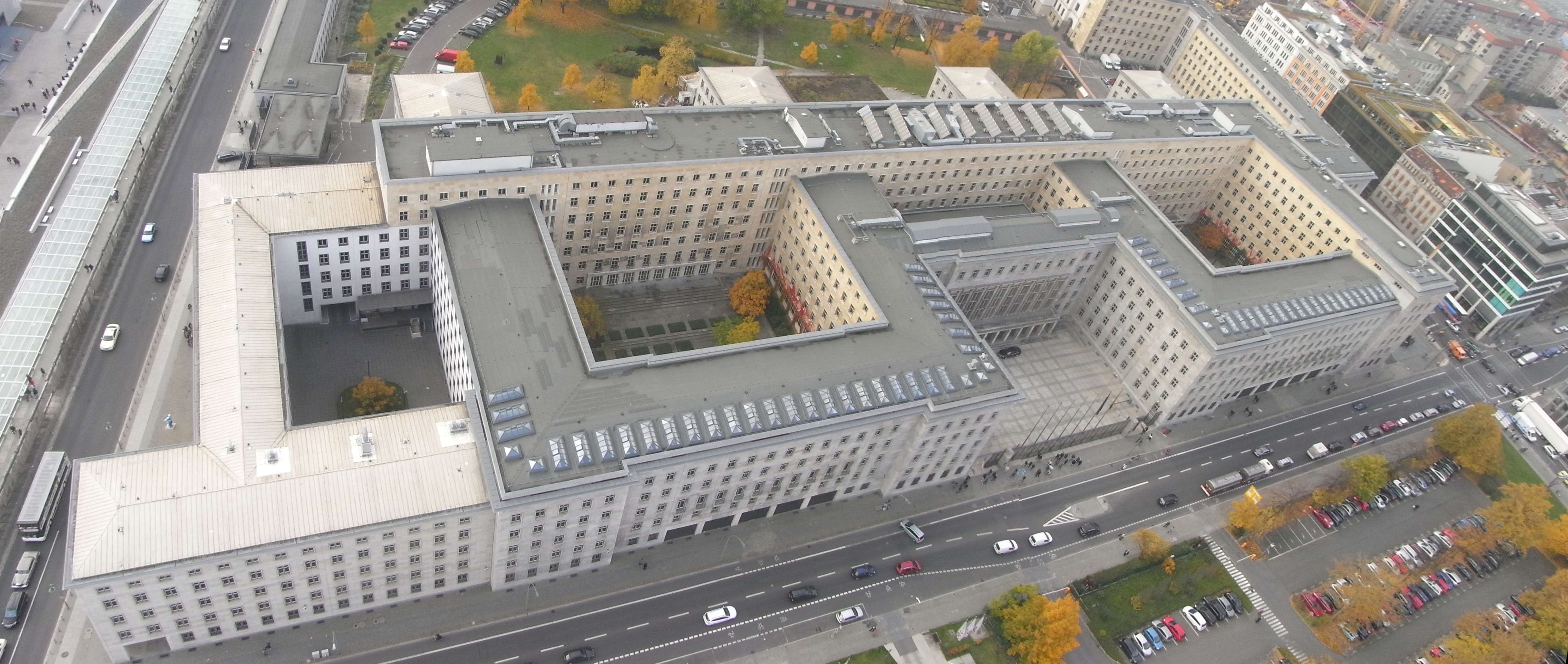
Letecký pohled na sídlo ministerstva (Detlev-Rohwedder-Haus)

Hlavním sídlem ministerstva je budova Detlev-Rohwedder-Haus v ulici Wilhelmstraße v Berlíně. Budova byla postavena v době národního socialismu v letech 1935-1936 podle plánů architekta Ernsta Sagebiela a od dokončení až do konce války v roce 1945 byla sídlem Říšského ministerstva letectví (Reichsluftfahrtministeriums).
V roce 1949 zde zasedala Německá lidová rada (Deutschen Volksrats), která 7. října 1949 ve velkém sále vyhlásila ústavu a dala vzniknout Německé demokratické republice. Budova se stala provizorním parlamentem. Následně v komplexu sídlilo několik ministerstev, a proto byl nazýván Dům ministerstev. Budova je nyní pojmenována na počest zavražděného politika a manažera Detleva Karstena Rohweddera, který vedl Úřad pro správu privatizovaného majetku (Treuhandanstalt), jenž zde sídlil. Přesto je spíše známa jako ministerstvo letectví. Spolkové ministerstvo financí zde sídlí od roku 1999.

## Role v evropské politice
Na úrovni Evropské unie leží hlavní kompetence ministerstva ve sladění evropské hospodářské a měnové politiky s kroky Spolkové vlády. Vedle toho ministerstvo financí spolupůsobí při sestavování a kontrole unijního rozpočtu a je příslušné pro oblast regulace cel, daní a finančních služeb.
Hlavním orgánem, v němž ministerstvo působí na evropské úrovni, je Rada Evropské unie pro hospodářské a finanční záležitosti. SRN zastupuje v radě Spolkový ministr financí. Rada zasedá cca 10krát ročně. Ministři financí zemí EU se navíc setkávají také nejméně jednou za pololetí v zemi, která aktuálně Radě předsedá.
V rámci ministerstva financí spadá vytváření evropské politiky mezi hlavní úkoly odd. E - Evropské politiky (Abteilung E Europapolitik).
Pod ministerstvem financí je také umístěna Evropská informační kancelář, která je partnerem občanů při řešení otázek spojených s evropskými právními předpisy, programy financování EU a oblastmi politik EU, jakož je i ústředním zdrojem informací.

### Evropské politické cíle
Zásadními cíli ministerstva v oblasti evropské politiky je stabilizace eura a Evropské hospodářské a měnové unie.
Pro dosažení těchto cílů se ministerstvo postavilo za provedení reformy finančních trhů v Evropě, k těsné koordinaci a dohledu nad finančními trhy v Evropě (Evropský semestr (cyklus koordinace hospodářských a fiskálních politik v rámci EU), reforma Paktu stability a růstu, Pakt euro plus, atd.), jakož i záchranným opatřením (Evropský stabilizační mechanismus, atd.).
K tomu se ministerstvo financí, jako kompetentní orgán v rámci Spolkové vlády, zasazuje ve spolupráci s Evropským účetním dvorem, Evropskou komisí a s Evropským úřadem pro boj proti podvodům (OLAF) za řádné a efektivní využití evropských dotací.

## Vedení ministerstva

### Spolkoví ministři od roku 1949
Poté, co na protest proti politice zadlužování ostatních ministerstev rezignoval ministr Alex Möller, vedl v následujícím období ministerstvo financí nejprve ministr hospodářství Karl Schiller a po něm Helmut Schmidt, než bylo obnoveno původní rozdělení.
Krátkodobě proběhlo toto sloučení již v minulosti, kdy v druhé vládě, kterou vedl Ludwig Erhard, rezignovali ministři FDP, vedl obě ministerstva Kurt Schmücker. Toto personální propojení skončilo o měsíc později sestavením velké koalice spolkovým kancléřem Kurtem Georgem Kiesingerem.
| Poř.                     | Jméno                     | Obrázek                  | Rok narození - úmrtí     | Strana                   | Strana                   | V úřadu od               | V úřadu do               | Počet dnů v úřadu        | Vláda kancléře(ky)                                            |
| Spolkový ministr financí | Spolkový ministr financí  | Spolkový ministr financí | Spolkový ministr financí | Spolkový ministr financí | Spolkový ministr financí | Spolkový ministr financí | Spolkový ministr financí | Spolkový ministr financí | Spolkový ministr financí                                      |
| ------------------------ | ------------------------- | ------------------------ | ------------------------ | ------------------------ | ------------------------ | ------------------------ | ------------------------ | ------------------------ | ------------------------------------------------------------- |
| 1                        | Fritz Schäffer            |                          | 1888–1967                |                          | CSU                      | 20. září 1949            | 29. říjen 1957           | 2 961 dnů                | 1. vláda K. Adenauera 2. vláda K. Adenauera                   |
| 2                        | Franz Etzel               |                          | 1902–1970                |                          | CDU                      | 29. říjen 1957           | 14. listopad 1961        | 1 477 dnů                | 3. vláda K. Adenauera                                         |
| 3                        | Heinz Starke              |                          | 1911–2001                |                          | FDP                      | 14. listopad 1961        | 19. listopad 1962        | 370 dnů                  | 4. vláda K. Adenauera                                         |
| 4                        | Rolf Dahlgrün             |                          | 1908–1969                |                          | FDP                      | 14. prosinec 1962        | 28. říjen 1966           | 1 779 dnů                | 5. vláda K. Adenauera 1. vláda L. Erharda 2. vláda L. Erharda |
| 5                        | Kurt Schmücker            |                          | 1919–1996                |                          | CDU                      | 8. listopad 1966         | 30. listopad 1966        | 22 dnů                   | 2. vláda L. Erharda                                           |
| 6                        | Franz Josef Strauß        |                          | 1915–1988                |                          | CSU                      | 1. prosinec 1966         | 21. říjen 1969           | 1 055 dnů                | Vláda K. G. Kiesingera                                        |
| 7                        | Alex Möller               |                          | 1903–1985                |                          | SPD                      | 22. říjen 1969           | 13. květen 1971          | 568 dnů                  | 1. vláda W. Brandta                                           |
| 8                        | Karl Schiller             |                          | 1911–1994                |                          | SPD                      | 13. květen 1971          | 7. červenec 1972         | 421 dnů                  | 1. vláda W. Brandta                                           |
| 9                        | Helmut Schmidt            |                          | 1918–2015                |                          | SPD                      | 7. červenec 1972         | 15. květen 1974          | 647 dnů                  | 1. vláda W. Brandta 2. vláda W. Brandta                       |
| 10                       | Hans Apel                 |                          | 1932–2011                |                          | SPD                      | 16. květen 1974          | 15. únor 1978            | 1 371 dnů                | 1. vláda H. Schmidta 2. vláda H. Schmidta                     |
| 11                       | Hans Matthöfer            |                          | 1925–2009                |                          | SPD                      | 16. únor 1978            | 28. duben 1982           | 1 532 dnů                | 2. vláda H. Schmidta 3. vláda H. Schmidta                     |
| 12                       | Manfred Lahnstein         |                          | * 1937                   |                          | SPD                      | 28. duben 1982           | 1. říjen 1982            | 156 dnů                  | 3. vláda H. Schmidta                                          |
| 13                       | Gerhard Stoltenberg       |                          | 1928–2001                |                          | CDU                      | 4. říjen 1982            | 21. duben 1989           | 2 391 dnů                | 1. vláda H. Kohla 2. vláda H. Kohla 3. vláda H. Kohla         |
| 14                       | Theodor Waigel            |                          | * 1939                   |                          | CSU                      | 21. duben 1989           | 27. říjen 1998           | 3 476 dnů                | 3. vláda H. Kohla 4. vláda H. Kohla 5. vláda H. Kohla         |
| 15                       | Oskar Lafontaine          |                          | * 1943                   |                          | SPD                      | 27. říjen 1998           | 18. březen 1999          | 142 dnů                  | 1. vláda G. Schrödera                                         |
| –                        | Werner Müller (zástupce)  |                          | * 1946                   |                          | nestraník                | 18. březen 1999          | 12. duben 1999           | 25 dnů                   | 1. vláda G. Schrödera                                         |
| 16                       | Hans Eichel               |                          | * 1941                   |                          | SPD                      | 12. duben 1999           | 22. listopad 2005        | 2 416 dnů                | 1. vláda G. Schrödera 2. vláda G. Schrödera                   |
| 17                       | Peer Steinbrück           |                          | * 1947                   |                          | SPD                      | 22. listopad 2005        | 28. říjen 2009           | 1 436 dnů                | 1. vláda A. Merkelové                                         |
| 18                       | Wolfgang Schäuble         |                          | * 1942                   |                          | CDU                      | 28. říjen 2009           | 24. říjen 2017           | 2 918 dnů                | 2. vláda A. Merkelové 3. vláda A. Merkelové                   |
| –                        | Peter Altmaier (zástupce) |                          | * 1958                   |                          | CDU                      | 24. říjen 2017           | 14. březen 2018          | 141 dnů                  | 3. vláda A. Merkelové                                         |
| 19                       | Olaf Scholz               |                          | * 1958                   |                          | SPD                      | 14. březen 2018          | 8. prosince 2021         | 1 365 dnů                | 4. vláda A. Merkelové                                         |
| 20                       | Christian Lindner         |                          | * 1979                   |                          | FDP                      | 8. prosince 2021         | 7. listopadu 2024        | 1 065 dnů                | Vláda Olafa Scholze                                           |
| 21.                      | Jörg Kukies               |                          | * 1968                   |                          | SPD                      | 7. listopadu 2024        | 6. května 2025           | 180 dnů                  | Vláda Olafa Scholze                                           |
| 22.                      | Lars Klingbeil            |                          | * 1978                   |                          | SPD                      | 6. května 2025           |                          | 1 dnů                    | Vláda Friedricha Merze                                        |

### Parlamentní státní tajemníci (Parlamentarische Staatssekretäre)
- 1967–1969: Albert Leicht (CDU)
- 1969–1971: Gerhard Reischl (SPD)
- 1971–1974: Hans Hermsdorf (SPD)
- 1972–1974: Konrad Porzner (SPD)
- 1974–1982: Karl Haehser (SPD)
- 1975–1978: Rainer Offergeld (SPD)
- 1978–1982: Rolf Böhme (SPD)
- 1982–1982: Gunter Huonker (SPD)
- 1982–1989: Hansjörg Häfele (CDU)
- 1982–1991: Friedrich Voss (CSU)
- 1989–1993: Manfred Carstens (CDU)
- 1991–1994: Joachim Grünewald (CDU)
- 1993–1994: Jürgen Echternach (CDU)
- 1994–1998: Irmgard Karwatzki (CDU)
- 1994–1995: Kurt Faltlhauser (CSU)
- 1995–1998: Hansgeorg Hauser (CSU)
- 1998–2007: Barbara Hendricksová (SPD)
- 1998–2009: Karl Diller (SPD)
- 2007–2009: Nicolette Kresslová (SPD)
- 2009–2015: Steffen Kampeter (CDU)
- 2009–2013: Hartmut Koschyk (CSU)
- 2013–2018: Michael Meister (CDU)
- 2015–2018: Jens Spahn (CDU)
- 2018-2021: Bettina Hagedornová (SPD)
- 2019-2021: Sarah Ryglewski (SPD)
- od 2021: Katja Hesselová (FDP)
- od 2021: Florian Toncar (FDP)

### Státní tajemníci (Beamtete Staatssekretäre)
- 1949–1959: Alfred Hartmann
- 1959–1962: Karl Maria Hettlage
- 1963–1969: Walter Grund
- 1967–1969: Karl Maria Hettlage
- 1969–1972: Hans Georg Emde (FDP)
- 1970–1972: Heinz Haller
- 1973–1977: Karl Otto Pöhl (SPD)
- 1973–1974: Manfred Schüler (SPD)
- 1974–1978: Joachim Hiehle
- 1977–1980: Manfred Lahnstein (SPD)
- 1978–1989: Günter Obert
- 1981–1982: Horst Schulmann
- 1982–1989: Hans Tietmeyer
- 1989–1993: Peter Klemm
- 1990–1993: Horst Köhler (CDU)
- 1991–1995: Franz-Christoph Zeitler
- 1993–2004: Manfred Overhaus
- 1993–1994: Gert Haller
- 1994–1998: Jürgen Stark
- 1998–1999: Heiner Flassbeck
- 1998–1999: Claus Noé
- 1999–2002: Heribert Zitzelsberger
- 1999–2005: Caio Koch-Weser
- 2002–2006: Volker Halsch (SPD)
- 2004–2005: Gerd Ehlers
- 2005–2008: Thomas Mirow (SPD)
- 2005–2018: Werner Gatzer (SPD)
- 2005–2009: Axel Nawrath (SPD)
- 2008–2011: Jörg Asmussen (SPD)
- 2009–2010: Walther Otremba
- 2010–2014: Hans Bernhard Beus
- 2012–2018: Thomas Steffen
- 2014–2018: Johannes Geismann
- 2018–2021 : Rolf Bösinger (SPD)
- 2018–2021 : Werner Gatzer (SPD)
- 2018–2021 : Jörg Kukies (SPD)
- 2018–2021 : Wolfgang Schmidt (SPD)
- od 2021: Steffen Saebisch (FDP)